# Абутилон
Абутилон (Abutilon) е род растения включващ повече от 100 вида храсти от семейство Слезови в тропическите и субтропическите области. Абутилон в превод означава „правещ сянка“. В Индия от влакнистото стебло на Абутилона правят въжета и чували. Листата са големи, до 10 cm, 3 – 5 делни, изящно нарязани, по форма напомнят тези на клена. Обилно разклонени, вечнозелени храсти, цъфтят с единични камбанковидни цветове. Има градински видове с вариегатни листа. Хибридните форми се отличават с по-продължителен цъфтеж, разнообразни форми на цвета и цветове.

## Отглеждане
Абутилона е некапризно растение, отглеждането му е лесно дори за начинаещи цветари-любители. Най-добре се чувства на шарена сянка. Може да понесе известно количество преки слънчеви лъчи, но това няма да му се отрази добре за по-продължителен период от време. През лятото може да се отглежда на открито, на места защитени от вятър и дъжд. Подлагането на резки климатични промени може да доведе до окапване на листната маса и цветовете.

### Цъфтеж
В зависимост от вида, от април до декември.

### Светлина
Ярка, разсеяна светлина, допустимо е да се огрява от слънчеви лъчи сутрин и следобед.

### Температури
Умерени, през лятото 20 – 25 °C, през зимата 10 – 15 °C.

### Поливане
Лятото обилно, през зимния период по-оскъдно, да се следи да изсъхва добре между поливанията.

### Торене
В периода на нарастване (от април до октомври) се тори веднъж на две седмици, с органични торове с добавка на минерали, през периода на почивка (зимата) не се подхранва.

### Резитба(пензиране)
Рано напролет, стеблото на растението се обрязва на ½ от височината си. Тази практика е необходима за да се стимулира новия растеж и обилен цъфтеж.

### Пресаждане
Напролет младите растения е добре да се пресаждат всяка година, като новата саксия не трябва да е много по-голяма от старата, за да не се възпрепятства цъфтежа. Харесва почви със слабо кисела реакция (pH около 6), може да се отглежда и в хидропоника.

#### Вредители
Белокрилка, акари, въшки – памуклийка, трипс

## Размножаване
През пролетта. Сортовете със зелени листа – от семена и резници, а пъстролистните видове – само с резници.